# Внешняя политика Боснии и Герцеговины
Внешняя политика Боснии и Герцеговины — общий курс Боснии и Герцеговины в международных делах. Внешняя политика регулирует отношения Боснии и Герцеговины с другими государствами. Реализацией этой политики занимается министерство иностранных дел Боснии и Герцеговины.

## История
3 марта 1992 по результатам проведенного двумя днями ранее референдума Босния и Герцеговина вышла из состава Социалистической Федеративной Республики Югославии (СФРЮ) и была провозглашена независимым государством. Эскалация межэтнических противоречий переросла в вооружённый конфликт и полномасштабную войну, которая продолжалась до подписания в Париже 14 декабря 1995 года Общего рамочного соглашения о мире в Боснии и Герцеговине (Дейтонские соглашения). По условиям соглашения Босния и Герцеговина, Хорватия и Союзная Республика Югославия соглашались полностью уважать суверенное равенство друг друга и решать споры между собой мирными средствами; стороны обязывались уважать права человека, права беженцев и перемещенных лиц, всячески сотрудничать со всеми международными структурами, включая Совет безопасности ООН, в осуществлении мирного урегулирования, расследования деяний и уголовного преследования военных преступников и других нарушителей международных гуманитарных законов.
В дополнении № 4 к соглашению было указано, что Босния и Герцеговина является единым государством с полным признанием её суверенитета и территориальной неприкосновенности в международно признанных границах. Государство состоит из двух равноправных частей: Федерации Боснии и Герцеговины (мусульмане и хорваты) и Республики Сербской, которые вместе формируют единое сообщество («мягкая федерация» по канадскому образцу). Сферами компетенции центральных руководящих органов государства стали внешняя политика, международная торговля, таможенная и денежная политика, вопросы миграции населения, коммуникации и транспортное сообщение. Остальные вопросы находятся в компетенции каждой из двух частей государства.
Были сформированы совместные государственные органы: Президиум из трех членов (по одному представителю от мусульманской, сербской и хорватской общин, на ротационной основе занимают должность председателя президиума), двухпалатный парламент (палата народов из 58-ми депутатов — 17 от боснийцев, 17 от хорватов, 17 от сербов и 7 — от других этнических сообществ, избираемых парламентами обеих образований, и палата представителей из 98-ми депутатов, избираемых прямым голосованием таким образом, что 2/3 представляет Федерацию Боснии и Герцеговины, а 1/3 — Республику Сербскую), совет министров, который несёт ответственность за сферы совместной компетенции.